# آلاگزنه‌ای ترش‌رو
آلاگزنه‌ای ترش‌رو (نام علمی: Thamnomanes saturninus) نام یک گونه از سرده بوته‌خواه‌ها است.